# Wioślarstwo na Letnich Igrzyskach Olimpijskich 1900 – ósemka ze sternikiem
Wyścig ósemek mężczyzn był jedną z konkurencji wioślarskich rozgrywanych podczas II Igrzysk Olimpijskich w Paryżu.
Zawody rozegrano w dniach 25–26 sierpnia 1900 r. w Paryżu. Rywalizowało czterdziestu sześciu zawodników z pięciu krajów. Złoto zdobyła osada Stanów Zjednoczonych Vesper Boat Club.

## Wyniki

### Półfinały

#### Półfinał 1
| Miejsce | Osada                        | Zawodnicy | Państwo              | Czas   |
| ------- | ---------------------------- | --- | -------------------- | ------ |
| 1       | Minerva Amsterdam            | François Brandt Johannes van Dijk Roelof Klein Ruurd Leegstra Walter Middelberg Hendrik Offerhaus Walter Thijssen Henricus Tromp Hermanus Brockmann (sternik)      | Holandia             | 4:59,2 |
| 2       | Royal Club Nautique de Gand  | Jules De Bisschop Prosper Bruggeman Oscar Dessomville Oscar De Cock Maurice Hemelsoet Marcel Van Crombrugge Frank Odberg Maurits Verdonck Rodolphe Poma (sternik)  | Belgia               | 5:00,2 |
| 3       | Germania Ruder Club, Hamburg | Gustav Goßler Oscar Goßler Ernst Jencquel Edgar Katzenstein Walther Katzenstein Theodor Laurezzari Waldemar Tietgens Arthur Warncke Alexander Gleichmann (sternik) | Cesarstwo Niemieckie | 5:04,8 |

#### Półfinał 2
| Miejsce | Osada                        | Zawodnicy | Państwo           | Czas   |
| ------- | ---------------------------- | --- | ----------------- | ------ |
| 1       | Vesper Boat Club             | William Carr Harry DeBaecke John Exley John Geiger Edwin Hedley James Juvenal Roscoe Lockwood Edward Marsh Louis Abell (sternik) | Stany Zjednoczone | 5:15,4 |
| —       | Société Nautique de la Marne | Maurice Carton Chantriaux Paul Cocuet Jules Demaré Clément Dorlia Guilbert Lucien Martinet René Waleff nieznany sternik          | Francja           | DNF    |

### Finał
| Miejsce | Osada                        | Zawodnicy | Państwo              | Czas   |
| ------- | ---------------------------- | --- | -------------------- | ------ |
| 1       | Vesper Boat Club             | William Carr Harry DeBaecke John Exley John Geiger Edwin Hedley James Juvenal Roscoe Lockwood Edward Marsh Louis Abell (sternik)                                  | Stany Zjednoczone    | 6:07,8 |
| 2       | Royal Club Nautique de Gand  | Jules De Bisschop Prosper Bruggeman Oscar Dessomville Oscar De Cock Maurice Hemelsoet Marcel Van Crombrugge Frank Odberg Maurits Verdonck Rodolphe Poma (sternik) | Belgia               | 6:13,8 |
| 3       | Minerva Amsterdam            | François Brandt Johannes van Dijk Roelof Klein Ruurd Leegstra Walter Middelberg Hendrik Offerhaus Walter Thijssen Henricus Tromp Hermanus Brockmann (sternik)     | Holandia             | 6:23,0 |
| 4       | Germania Ruder Club, Hamburg | Gustav Goßler Oscar Goßler Ernst Jencquel Edgar Katzenstein Walther Katzenstein Theodor Laurezzari Waldemar Tietgens Arthur Warncke nieznany sternik              | Cesarstwo Niemieckie | 6:33,0 |